# Tsjongerwâlen
De Tsjongerwâlen (Tjongerwallen) is een natuurgebied langs de Tjonger (Fries De Tsjonger) ten noorden van Makkinga in de provincie Friesland. Het gebied maakt deel uit van een natte ecologische verbindingszone, een natte strook van Oosterwolde tot aan de Delleboersterheide.
Rond 1870 werd de Tjonger gekanaliseerd, waarbij veel zand en keileem achterbleef. De opgeworpen grondstorten langs het Tjongerkanaal tussen Makkinga en Donkerbroek raakten in de loop der jaren begroeid met allerlei soorten bomen en struiken. Daarnaast kent het gebied delen met een grazige en kruidenrijke vegetatie. In 1935 werd It Fryske Gea eigenaar van drie van deze met bos begroeide heuvels. Op de bodem van het bos groeit de dagkoekoeksbloem. Waar de omstandigheden humusrijk zijn, gedijt de bosanemoon.
De grenssloot met de Tjongerdijk bevat ijzerhoudend grondwater. Aan de oever groeien gewone dotterbloem en holpijp.  Vooral reptielen en amfibieën hebben baat bij deze voorziening in de natuur. De wallen van de Tjongerdijk gescheiden door een bruine gekleurde sloot met ijzerhoudend grondwater. Door de bloeiende waterranonkel kleurt de sloot op sommige stukken wit van de bloeiende, de lila kleur komt van de waterviolier. Verder groeien er pollen gewone dotterbloem, maar ook holpijp en blaaszegge.
De reliëfrijke wallen liggen hoger dan hun omgeving. Doordat ze altijd met rust zijn gelaten, ontwikkelde de begroeiing zich tot opgaand loofhout. In de voorzomer bloeit rangs de randen de eenstijlige meidoorn. Op de bosbodem groeit de dagkoekoeksbloem. Op humusrijke delen groeien bosanemoon, dalkruid, gewone salomonszegel en het lelietje-van-dalen.
Lochtenrek
Het nabij gelegen archeologisch monument Lochtenrek biedt unieke vindplaatsen van laat-paleolitische jagers-verzamelaarsculturen. Ruim 14.000 jaar geleden trokken oerjagers van de Hamburgcultuur al door het gebied en staken bij Lochtenrek de Tjonger over. Lochtenrek is daarom gekozen als naam voor de nabijgelegen N381-brug over de Tjonger.
Aeltsjemar
· De Alde Feanen
· Bakkeveense Duinen
· Bancopolder
· Bekhofschaans
· Bjirmen
· Blauhúster Puollen
· Bocht fan Molkwar
· Botmar
· Bouwepet
· Buismans Einekoai
· Bûtenfjild
· Van Coehoornbosk
· Delleboersterheide
· Diakonieveen
· Dobbe Stienser Aldlân
· Dobben Hurdegarypsterwarren
· Dunegeaster- en Follegeasterpolder
· Dyksfearten
· Eanjumerkolken
· Easterskar
· Einekoai Piaam
· Einekoaien Lytse Geast
· De Fluezen
· Grikelân en Turkije
· Grutte Wielen
· Heide Hulstreed
· De Hon
· Huitebuersterbûtenpolder
· Joodse begraafplaats Tacozijl
· Joodse begraafplaats Noordwolde
· Kapellepôle
· Ketelermar
· Ketliker Skar
· Kobbelân
· Lendebos
· Lindevallei
· Liphústerheide
· Makkumersúdmar
· Makkumerwaarden
· Mandefjild
· Martenastate
· Meulebos
· Meulereed
· Mokkebank
· Mûntsebuorsterpolder
· Noard-Fryslân Bûtendyks
· 't Oerd
· Ottema Wiersma reservaat
· Park Huize Olterterp
· Park Jongemastate
· Peazemerlannen
· Petgatten De Feanhoop
· Polders Koarnwert
· Ringwiel
· Rysterbosk
· De Ryp
· Schaopedobbe
· Séfonsterpolder
· Sippen-finnen
· Skiedingsboskje
· Slachtedyk
· Steile Bank
· Stokersdobbe
· Sudermarpolder
· Syp Set
· Taconisbosk
· Tsjongerwâlen
· Teroelster Sipen
· Unlân fan Jelsma
· Van Asperen einekoaien
· Warkumermar
· Warkumerwaard
· 't West
· Wilhelmina-oard
· Ychtenerfeanpolder